# Lakkí (Léros)
Lakkí (grec moderne : Λακκί) est une localité située dans le dème de Léros, dans le district régional de Kálymnos, dans la périphérie d'Égée-Méridionale, en Grèce.
Selon le recensement de 2021, elle compte 2 093 habitants.
Sa baie est un port naturel d'une profondeur importante, qui devint une base navale de premier ordre pour les forces maritimes italiennes pendant la Seconde Guerre mondiale. 
La ville de Portolago a été fondée dans les années 1930, sous la férule de l'Italie, comme une nouvelle ville-modèle, dont la plupart des habitants étaient issus de l'armée italienne. 
En 1947, l'île de Léros  a été transférée à la Grèce et la localité renommée Lakkí.